# سيزار فلايشلن
سيزار أوتو هوجو فلايْشلن (بالألمانية: Cäsar Otto Hugo Flaischlen) (ولد في 12 مايو 1864 في شتوتغارت – ومات في 16 أكتوبر 1920 في مصحة هورنك في جوندلسهايم) هو شاعر ألماني كان مشهورا في بداية القرن العشرين.

## حياته
كان فلايشلن ابنا للميجور جوتليب فريدريش فلايشلن وزوجته أنتونيه كلارا المولودة بلقب زوننكالب. بعد تخرجه من المدرسة بدأ في عام 1880 بسن السادسة عشرة في تعلم حرفة تجارة الكتب في مكتبة ميتسلر في شتوتغارت. ثم رحل للتدريب إلى بروكسل وبيرن.
أنهى فلايشلن تدريبه في تجارة الكتب في سنة 1883, وشرع بعد ذلك في دراسة علوم اللغة الألمانية والفلسفة في جامعتي برلين وهايدلبرج. أنهى فلايشلن دراسته في جامعة لايبزج بأطروحة حول الكاتب أوتو هاينريش فون جيمنجن.
وفي عام 1891 استقر فلايشلن في برلين. وكتب تحت تأثير الحركة الطبيعية عمليه «توني شتورمر» 1891 و «مارتن لينهارت» 1895 وأعمال أخرى. وفي عام 1895 عمل محررا في مجلة بان Pan الأدبية الفنية، وظل في وظيفته حتى أغلقت المجلة في عام 1900.
في عام 1905 استطاع نشر روايته Jost Seyfried التي تحمل ملامح من سيرته الشخصية. وقد لفتت هذه الرواية الأنظار إلى موهبته الأدبية، ولم تكن تلك الرواية رواية بالمعني المتداول، بل كانت تجميعا وتركيبا للنثر والحكم والمقولات. ويلاحظ في تلك الرواية ميل فلايشلن إلى الاتجاه التأثيري الحديث، وانفصل بها عن المدرسة التعبيرية.
ثم ما لبث فلايشلن أن حاز شهرة بنشر مجموعات أشعاره باللهجة الشفابية مثل ديوان Von Derhoim und Drauße .
تزوج فلايشلن في عام 1910 في هامبورغ من إديت كلاب. وعاد في عام 1915 مع زوجته إلى إنجلفنجن. وبعد الحرب العالمية الثانية لقي ديوانه «عن الحياة اليومية والشمس» (بالألمانية: Von Alltag und Sonne) نجاحا كبيرا.
وفي السادس عشر من أكتوبر 1920 مات سيزار فلايشلن عن عمر يناهز السادسة والخمسين في مصحة هورنك قرب جوندلسهايم. ودفن في قبره في مقبرة براج في شتوتغارت (بالألمانية: Pragfriedhof).

## نموذج من شعره
قصيدة «لتكن الشمس في قلبك»
لتكن الشمس في قلبك
سواء هبت العواصف أو الثلوج
سواء ازدحمت السماء بالسحب
فكم من الصراع في هذه الدنيا!
لتكن الشمس في قلبك
فحينها سيأتي ما تحب!
وسينير ضوؤها قلبك
في أحلك الأيام ظلمة
ترنم بأغنية فوق شفتيك
ذات رنين فرح وسعيد
واجعل متاعب اليوم تتلاشى
ترنم بأغنية فوق شفتيك
فحينها سيأتي ما تحب!
وسيساعدك في اجتياز
أكثر الأيام وحشة
تكلم من أجل الآخرين
في الهموم والآلام
وقل ما يجعلك سعيد البال
ترنم بأغنية على شفتيك
ولا تنس الشجاعة أبدا
لتكن الشمس في قلبك
وسيكون كل شيء بخير

## روابط خارجية
- سيزار فلايشلن على موقع ميوزك برينز (الإنجليزية)
- سيزار فلايشلن على موقع ديسكوغز (الإنجليزية)